# Кітонє Даніель Вінсентович
Кітонє Даніель Вінсентович (позивний «Куба») — український військовослужбовець, майор Національної гвардії України, учасник російсько-української війни, який відзначився у ході повномасштабного російського вторгнення в Україну. З липня 2025 року – командир 13-ї бригади НГУ «Хартія».

## Життєпис
Народився 27 серпня 1983 року в місті Сімферополі (Україна). Більшість свідомого життя провів у Харкові. У 2006 році закінчив Національний аерокосмічний університет ім. М. Є. Жуковського «Харківський авіаційний інститут».
Після початку повномасштабного вторгнення РФ в Україну приєднався до 127-ї окремої бригади Територіальної оборони України. У складі 127-ї бригади ТрО брав участь в Слобожанському контрнаступі Сил оборони України та операції з оборони Бахмута. З вересня 2022 року – командир розвідувального взводу роти контрдиверсійної боротьби. З серпня 2023 року – командир розвідувальної роти. 

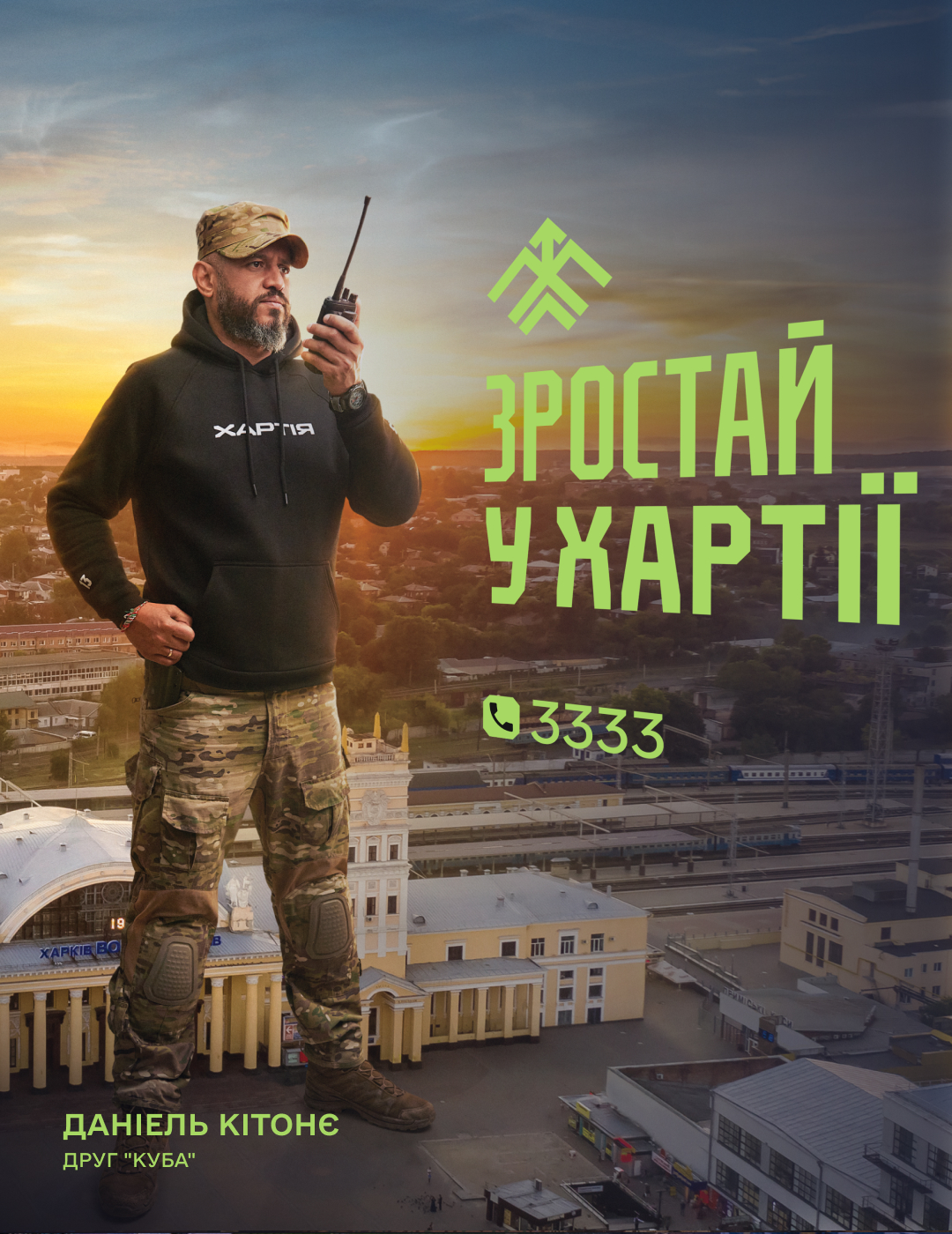
Даніель Кітонє, рекрутингова кампанія бригади «Хартія»

Після формування 13-ї бригади НГУ «Хартія» приєднався до новоствореного підрозділу. З 1 лютого 2024 року – заступник командира 2-го батальйону оперативного призначення (БОП) «Хартії». З 15 березня 2024 року – командир 2-го батальйону «Хартії».. З липня 2025 року – командир бригади «Хартія».
19 серпня 2025 отримав бойовий прапор «Хартії» від першого заступника командира корпусу «Хартія» полковника Максима Голубка .

## Нагороди
- Орден «Богдана Хмельницького ІІІ ступеня» (5 лютого 2025) — за особисту мужність, виявлену в захисті державного суверенітету та територіальної цілісності України, самовіддане служіння Українському народові[7]
- Орден «За мужність Ⅲ ступеня» (21 березня 2023) — за особистий внесок у захист державного суверенітету та територіальної цілісності України, самовіддане виконання військового обов'язку та високий професіоналізм[8].

## Військові звання
- майор